# Geum coccineum
Geum coccineum es una especie de planta herbácea perteneciente a la familia Rosaceae. Es natural de la península balcánica.

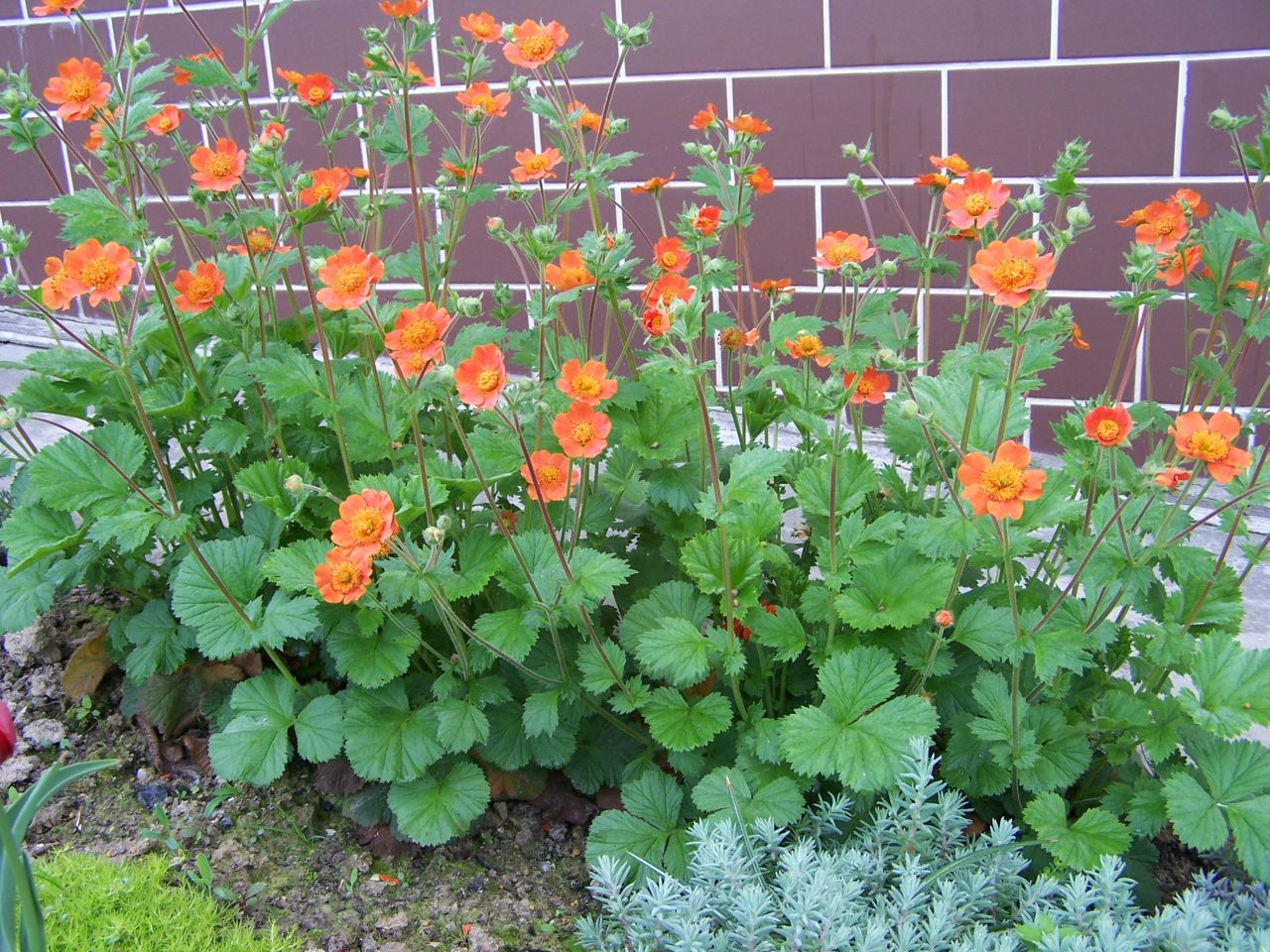
Geum coccineum.

## Características
Es una planta herbácea perenne con el tallo erecto y pubescente que alcanza los 50 cm de altura y 30 cm de diámetro. Las hojas basales son arriñonadas con 5 a 15 cm de longitud; las caulinas están profundamente dentadas pero no lobuladas. Florece de mayo a julio en cimas terminales con 2 a 4 flores de 2 a 4 cm de diámetro y de color rojo.

## Taxonomía
Geum coccineum fue descrita por James Edward Smith y publicado en Florae Graecae Prodromus 1(2): 354. 1809; Fl. Graec. (Sibthorp). t. 485, en el año 1825.
Variedades
- Geum coccineum var. florepleno hort. ex P.Vilm.
- Geum coccineum var. heldreichii hort.

Sinonimia
- Geum grandiflorum K.Koch
- Geum sadleri Friv.[2]